# Rhagada gatta
Rhagada gatta är en snäckart som beskrevs av Tom Iredale 1939. Rhagada gatta ingår i släktet Rhagada och familjen Camaenidae. Inga underarter finns listade i Catalogue of Life.